# Robič (Pass)
Der Robič ist der Talpass zwischen Soča/Isonzo und Nadiža/Natisone in Slowenien. Er liegt auf 252 m. i. J. im Gemeindegebiet von Kobarid.

## Lage und Landschaft
Der Pass liegt etwa 30 Kilometer nordöstlich von Udine und ebensoweit nördlich von Gorica (Gorizia, Görz).
Die Talung der Soča von Kobarid, wo die Schluchten des Oberlaufs auf 195 m enden, über Tolmin bis Most na Soči (St. Lucia, Soča dort 150 m), wo das Engtal bis Goricia beginnt, ist ein weites Trogtal zwischen der Krn-Gruppe (Krn 2244 m) nordöstlich und Matajur–Kolovrat-Zug (Matajur 1645 m, Kuk 1243 m) südwestlich. Diese Talung zieht sich etwa höher gestuft bei Kobarid (Karfreit, Kirche 273 m) noch westwärts zwischen Matajur-Massiv und Stol-Zug nördlich und endet bei Kred (254 m. i. J.) am Fuß des Stol (1673 m), wo das obere Engtal der Nadiža zur italienisch-slowenischen Grenze Richtung Breginj beginnt. Die Nadiža rinnt hier südwestwärts weiter, indem sie zwischen Matajur und Monte Mia (Mija, 1237 m) durchbricht, sie geht dann schon in der Norditalienischen Tiefebene (über den Torre) dem Isonzo zu. Ostwärts rinnt der Bach Idrija nach Kobarid. Zwischen Kred und Staro selo (255 m. i. J.), etwa einen halben Kilometer östlich des Weilers Robič, liegt der Pass dieses Namens.
Die Talung als ganzes findet sich unter dem Namen Staroselskega podolja (Talung von Staroselo), während das Flusstal der Nadiža zwischen Breginj und Robič/Staro selo Breginjski kot heißt. Östlich von Staro selo wird die Gegend allgemein zum Sočatal (Dolina Soče) gerechnet, und insgesamt zum Becken von Tolmin (Dno Srednje Soške doline, Becken der mittleren Soca).
Die Wasserscheide selbst ist eine völlig unscheinbare Landmarke. Dionýs Štúr berichtet 1858: „Die eigentliche Wasserscheide bildet ein kaum einige Quadratklafter deckender Haufe von Felsblöcken, die vom M. Matejor herabgestürzt sind, der das Wasser des Gebietes von Staroselo dem Isonzo zuzufliessen zwingt.“
Beiderseits der Wasserscheide ist Feuchtgebiet, an der Nadiža zwischen Kred und dem abgestochenen Flussschlingen-Inselhügel Der (289 m) bei Robič, und das Starijsko plato der Idrija bei Staro selo.

## Geologie und Hydrographie
Das Gebiet ist – außer dem Matajurstock – schon randalpiner Flysch, und den Julischen Voralpen zuzurechnen, dabei trennt der Sattel Nördliche und Südliche Julische Voralpen.
Die ganze Talung wurde durch den eiszeitlichen Isonzo-Gletscher geformt, hier wurden die Eismassen aus dem Julischen Hauptmassiv um Triglav und Kanin von denen des Krn westwärts gedrängt. Dabei wurde zeitweise der Stolkamm westlich des Starijski vrh überflossen. Diese Bewegung ist durch eine Schar Endmoränen im Breginjski kot belegt.
Hier wird zeitweise ein Gletscherrückzugssee gelegen haben, der wohl nach Südwesten, entlang des heutigen Natisonedurchbruchs und davor auch die Pradol-Schlucht Richtung Stupizza ausbrach. Der nacheiszeitliche Lauf der Flüsse ist in wissenschaftlicher Diskussion.
Schon im 19. Jahrhundert wurde vermutet, dass der obere Isonzo zeitweise in das Tal der Natisone floss, und der Durchbruch des mittleren Isonzo nur von der Idrijca, dem großen Nebenfluss bei Most na Soči, gebildet wurde. Die dortigen Seeablagerungen stammen aus der Würmeiszeit, der jüngsten großen Eiszeit. Der Isonzo hat sich also schon früher 50 Meter tiefer als die Nadiža eingegraben haben, ein Überlauf ist aber für frühere Vereisungsstadien oder gewisse Rückzugstadien durch Eisblockaden oder andere Ursachen (Murgang, Bergsturz) durchaus möglich.
Der Lauf der Bäche am Matajur macht denkbar, dass auch diejenigen östlich der heutigen Wasserscheide zur Nadiža gingen.
Umgekehrt könnte auch die Nadiža, die nur 5 Meter unter dem Niveau der Passhöhe vorbeifließt, zwischenzeitlich dem Isonzo zugegangen sein. An der Nadiža befinden sich unterhalb des Knies bei Kred mehrere große Schutthalden vom Matajurmassiv, die den Abfluss verlegen könnten, sodass schon Štúr (1858) und auch Brückner (1921) vermuteten, dass die obere Nadiža mehrmals zwischen den beiden Flussgebieten hin- und herwechselte.
Jedenfalls ist die heutige Wasserscheide Robič keine Moräne, sondern ein junger Bergsturz vom Matajur (Flurname Molida), bei der sich mindestens zwei Phasen unterscheiden lassen. Die lockeren Konglomeratschichten überlagern die glazialen Fluvialablagerungen. Ob unterhalb der Massenablagerungen noch eine Endmoräne liegt, ist unklar.
Es wurde sogar vermutet, der Robič-Bergsturz sei eine Folge der Verwüstungen des Alpenhochwassers 586 (oder 589). Dass zur Römerzeit aber die Soča zur Nadiža gegangen sei (Kandler 1867), widerlegen die Römerfunde der Gegend (Gräberfeld in Kobarid, Steinboden in Robič), die anzeigen, dass die hydrographischen Verhältnisse damals schon so waren wie heute.
Die Feuchtgebiete der Sattellandschaft können postglazialer Seenrest oder sekundäre Versumpfungen aufgrund des geringen Gefälles sein.

## Geschichte und Verkehr
Dass der Pass eine Altstraße ist, ist durch den Verlauf der Römerstraße gesichert. Diese war eine Verbindung vom Alpenrand (etwa der Via Julia Augusta bei Tricesimum, Richtung Noricum) zum Isonzo (Fl. Sontius).
Der Pass ist bis heute von eher regionaler Bedeutung, hier verläuft die SS54 del Friuli – Hauptstraße Nr. 102. Gewisse Wichtigkeit hat die Anbindung in Kobarid über den Predilpass in das Kanaltal bei Tarvis (ehemaliger Gesamtverlauf der SS54 zu der Zeit, als das Sočatal italienisch war; heutige slowenische Regionalstraße Nr. 203).